# اسپرس طناز
اسپرس طناز (نام علمی: Onobrychis amoena subsp. amoena) نام یک زیر گونه از سرده اسپرس است.